# IC 704
IC 704 је ознака објекта на координатама са ректансцензијом 11h 32m 0,0s и деклинацијом - 11° 33" 0'. Открио га је Луис Свифт, 21. априла 1889. Каснијим посматрањима на том положају није уочен никакав астрономски објекат.